# Ocresia bisinualis
Ocresia bisinualis är en fjärilsart som beskrevs av Émile Louis Ragonot 1890. Ocresia bisinualis ingår i släktet Ocresia och familjen mott. Inga underarter finns listade i Catalogue of Life.